# Кейси Бейкер
Кейси Бейкер (англ. Casey Becker) — персонаж фильма «Крик», воплощённый американской актрисой Дрю Бэрримор. Критики высоко оценили игру актрисы, а также назвали персонажа одним из самых знаковых в фильмах ужасов. В вымышленном фильме «Удар ножом» в «Крике 2» роль Кейси исполнила Хизер Грэм. Кейси Бейкер — школьница из калифорнийского города Вудсборо, ставшая третьей жертвой в серии убийств, совершённых Билли Лумисом и Стю Мэйхером под маской Призрачного лица.

## Образ персонажа

### События фильмов
Кейси Бейкер — 17-летняя школьница из города Вудсборо, бывшая девушка Стю Мэйхера. Оставшись дома вечером одна, она готовит попкорн и собирается посмотреть фильм. Но, ответив на звонок неизвестного мужчины, девушка оказывается втянута в смертельную игру: она должна пройти викторину на знание фильмов ужасов, чтобы спасти жизнь своего парня — игрока местной футбольной команды Стива Орта. Когда она даёт неправильный ответ, юношу жестоко убивает неизвестный в костюме Призрачного лица. Девушка пытается спрятаться от убийцы в своём доме, но он находит её и наносит несколько смертельных ударов ножом — за несколько минут до того, как домой возвращаются родители Кейси. Они находят тело дочери, висящей на дереве. Этими событиями начинается серия убийств, задуманных двумя сумасшедшими школьниками, решивших прославиться, убив Сидни Прескотт. Сцена убийства Кейси занимает первые 12 минут экранного времени фильма «Крик».
Позже журналистка Гейл Уэзерс напишет книгу «Удар ножом», которая ляжет в основу одноименного фильма, во время премьерного показа которого происходит действие открывающей сцены «Крика 2».

### Кастинг и съёмки
Персонажа придумал сценарист фильма «Крик» Кевин Уильямсон, вдохновением для открывающего эпизода стала сюжетная линия Джанет Ли из фильма «Психоз» (1960) Альфреда Хичкока. Изначально студия не планировала брать известную актрису на эту роль, а Бэрримор должна была сыграть Сидни Прескотт — но этого не случилось из-за её напряжённого рабочего графика; в итоге Бэрримор захотела сыграть Кейси, а студия решила, что убийство персонажа в исполнении знаменитой актрисы в начале фильма ужасов пойдёт картине только на руку. Сцены с участием Бэрримор отсняли за 5 дней. Во время съёмок, чтобы заставить Бэрримор постоянно плакать, Крэйвен рассказывал ей истории о жестоком обращении с животными. В сцене повешения использовали манекен. Увидев отснятую, но не смонтированную открывающую сцену, руководство «Dimension Films» было крайне недовольно и почти уволило режиссёра Уэса Крэйвена.
В вымышленном фильме «Удар ножом», сцены из которого появляются в прологе «Крика 2», роль Кейси сыграла актриса Хизер Грэм. Эпизоды фильмы «Удар ножом» с участием Грэм также можно увидеть в фильме «Крик 4».

## Реакция

### Критика
Открывающую сцену первого «Крика», в которой погибают Кейси Бэйкер и Стив Орт, называют одной из самых знаменитых сцен в кино. Бэрримор получила номинацию на премию «Сатурн» в 1996 году в категории «Лучшая актриса второго плана», но проиграла Элис Криге в роли Королевы Борга в фильме «Звёздный путь: Первый контакт». Открывающая сцена со смертью героини Дрю Бэрримор оказалась на 13 месте «100 самых страшных сцен в кино» по версии канала «Bravo»

Несмотря на достаточно маленькую роль, игру Грэм во втором фильме также оценили критики. «E! News» назвал сцену одним из лучших «камео» во всей франшизе, а портал «Digital Spy» признал её «самым запоминающимся камео». «Giant Freakin Robot» назвал игру Грэм одной из лучших эпизодических ролей. Обозреватель «The Guardian» написал, что талант актрисы выделяется среди её коллег даже в столь маленькой роли. Журнал «Parade» также отметил запоминающееся появление Тори Спеллинг, Люка Уилсона и Грэм в эпизоде фильма внутри фильма.

### Пародии
Пародию на Кейси Бэйкер — персонажа по имени Дрю Деккер — сыграла модель Кармен Электра в фильме «Очень страшное кино». Церемония вручения наград «MTV Movie Awards 1997» начиналась с эпизода, в котором актёр Майк Майерс звонит Кейсти Бэйкер, пародируя сцену из «Крика». Фрагмент под названием «Big Horror Movie Brother» из 19-й серии первого сезона «That Hurts Me» телесериала «Робоцып» пародирует реалити-шоу «Большой брат», но с участием маньяков-убийц из фильмов ужасов. Среди них — Призрачное лицо, который звонит актрисе Дрю Бэрримор в образе Кейси Бейкер и говорит: «Я видел „Ангелов Чарли“. Твой новый фильм — полное дерьмо!». Роджер Джексон вновь озвучил убийцу.
В октябре 2020 года Дрю Бэрримор выпустила короткое видео под названием «What If Casey Becker From Scream Lived?» для своей телепередачи «Шоу Дрю Бэрримор», в котором Призрачное лицо пишет ей смс, но актриса игнорирует сообщения.